# Phyllastrephus
Phyllastrephus är ett fågelsläkte i familjen bulbyler inom ordningen tättingar. Släktet omfattar 19–20 arter som förekommer i Afrika söder om Sahara:
- Pygmégrönbulbyl (P. debilis)
- Usambaragrönbulbyl (P. albigula)
- Vitstrupig grönbulbyl (P. albigularis)
- Cuanzagrönbulbyl (P. viridiceps)
- Gulstrimmig grönbulbyl (P. flavostriatus)
- Svavelfärgad grönbulbyl (P. xavieri)
- Citrongrönbulbyl (P. icterinus)
- Markgrönbulbyl (P. terrestris)
- Bamendagrönbulbyl (P. poensis)
- Brun grönbulbyl (P. strepitans)
- Ljusnäbbad grönbulbyl (P. cerviniventris)
- Kustgrönbulbyl (P. fischeri)
- Blek grönbulbyl (P. cabanisi)
- Vattengrönbulbyl (P. scandens)
- Kongogrönbulbyl (P. lorenzi)
- Gråhuvad grönbulbyl (P. poliocephalus)
- Torogrönbulbyl (P. hypochloris)
- Västafrikansk grönbulbyl (P. baumanni)
- Angolagrönbulbyl (P. fulviventris)